# Camellia Bowl
El Camellia Bowl es un bowl de fútbol americano universitario que se juega anualmente en Montgomery, Alabama y que es organizado por la NCAA.

## Historia
Fue fundado en agosto de 2013 y su nombre es por la camelia, la flor oficial del estado de Alabama. Se juega en el mes de diciembre y enfrenta a los equipos de la Sun Belt Conference y la Mid-American Conference en el Cramton Bowl. Es la tercera vesión de bowl, ya que anteriormente se jugó en 1948 en Lafayette, Luisiana y entre los años 1960 y años 1980 se jugó en Sacramento, California.
The bowl es patrocinado por Raycom Media, elmayor dueño de frecuencias de televisión en el sureste del país con gran desarrollo en las transmisiones de deportes universitarios, y el partido era conocido como Raycom Media Camellia Bowl. En junio de 2018 Gray Television anunció su intento de adquirir Raycom; la adquisición fue conpletada en enero de 2019. Desde la edición de 2019 el bowl se juega sin nombre comercial.

## Resultados
| Año  | Campeón           | Campeón | Finalista        | Finalista | Asistencia |
| ---- | ----------------- | ------- | ---------------- | --------- | ---------- |
| 2014 | Bowling Green     | 33      | South Alabama    | 28        | 20,256     |
| 2015 | Appalachian State | 31      | Ohio             | 29        | 21,395     |
| 2016 | Appalachian State | 31      | Toledo           | 28        | 20,300     |
| 2017 | Middle Tennessee  | 35      | Arkansas State   | 30        | 20,612     |
| 2018 | Georgia Southern  | 23      | Eastern Michigan | 21        | 17,710     |
| 2019 | Arkansas State    | 34      | FIU              | 26        | 16,209     |
| 2020 | Buffalo           | 17      | Marshall         | 10        | 2512       |
| 2021 | Georgia State     | 51      | Ball State       | 20        |            |

- Fuente:[7]

## Participaciones

### Por Equipo
| # | Equipo            | Apariciones | Record |
| - | ----------------- | ----------- | ------ |
| 1 | Appalachian State | 2           | 2–0    |
| 1 | Arkansas State    | 2           | 1–1    |

Equipos con solo una aparición
- Ganaron (5): Bowling Green, Buffalo, Georgia Southern, Georgia State, Middle Tennessee
- Perdieron (7): Ball State, Eastern Michigan, FIU, Marshall, Ohio, South Alabama, Toledo

### Por Conferencia
| Conferencia | Record | Record | Record | Record                       | Apariciones            | Apariciones |
| Conferencia | J      | G      | P      | Ganados                      | Perdidos               |             |
| ----------- | ------ | ------ | ------ | ---------------------------- | ---------------------- | ----------- |
| Sun Belt    | 7      | 5      | 2      | 2015, 2016, 2018, 2019, 2021 | 2014, 2017             |             |
| MAC         | 6      | 2      | 4      | 2014, 2020                   | 2015, 2016, 2018, 2021 |             |
| C-USA       | 3      | 1      | 2      | 2017                         | 2019, 2020             |             |

## Jugador Más Valioso
El más valioso del bowl recibe el Bart Starr Most Valuable Player Award; Starr nació y creció en Montgomery, cuando el original Camellia Bowl se jugaba.
| Año  | MVP             | Equipo            | Posición |
| ---- | --------------- | ----------------- | -------- |
| 2014 | James Knapke    | Bowling Green     | QB       |
| 2015 | Marcus Cox      | Appalachian State | RB       |
| 2016 | Taylor Lamb     | Appalachian State | QB       |
| 2017 | Darius Harris   | Middle Tennessee  | OLB      |
| 2018 | Shai Werts      | Georgia Southern  | QB       |
| 2019 | Omar Bayless    | Arkansas State    | WR       |
| 2020 | Kevin Marks     | Buffalo           | RB       |
| 2021 | Darren Grainger | Georgia State     | QB       |

- Fuente:[9][10]

## Récords
| Equipo                             | Record, Equipo vs. Rival                                                                            | Año            |
| ---------------------------------- | --------------------------------------------------------------------------------------------------- | -------------- |
| Más Puntos Anotados                | 51, Georgia State vs. Ball State                                                                    | 2021           |
| Más Puntos Anotados (perdedor)     | 30, Arkansas State vs. Middle Tennessee                                                             | 2017           |
| Más Puntos en Total                | 71, Georgia State vs. Ball State                                                                    | 2021           |
| Menos Puntos Permitidos            | 10, Marshall vs. Buffalo                                                                            | 2020           |
| Mayor victoria                     | 31, Georgia State vs. Ball State                                                                    | 2021           |
| Yardas Totales                     | 525, Arkansas State vs. FIU                                                                         | 2019           |
| Yardas Terrestres                  | 331, Georgia Southern vs. Eastern Michigan                                                          | 2018           |
| Yardas Aéreas                      | 393, Arkansas State vs. FIU                                                                         | 2019           |
| First downs                        | 31, Arkansas State vs. FIU                                                                          | 2019           |
| Menos Yardas Permitidas            | 248, Marshall vs. Buffalo                                                                           | 2020           |
| Menos Yardas Terrestres Permitidas | 74, Ball State vs. Georgia State                                                                    | 2021           |
| Menos Yardas Aéreas Permitidas     | 33, Eastern Michigan vs. Georgia Southern                                                           | 2018           |
| Individual                         | Record, Nombre, Equipo                                                                              | Año            |
| Yardas Totales                     | 180, Omar Bayless (Arkansas State)                                                                  | 2019           |
| Touchdowns Totales                 | 2, varios, más reciente: Aubry Payne (Georgia State)                                                | 2021           |
| Yardas Aéreas                      | 162, Marcus Cox (Appalachian State)                                                                 | 2015           |
| Touchdowns Terrestres              | 2, varios, más reciente: Shai Werts (Georgia Southern)                                              | 2018           |
| Yardas Aéreas                      | 393, Layne Hatcher (Arkansas State)                                                                 | 2019           |
| Touchdowns Aéreos                  | 4, Layne Hatcher (Arkansas State)                                                                   | 2019           |
| Yardas por Recepción               | 180, Omar Bayless (Arkansas State)                                                                  | 2019           |
| Recepciones de touchdown           | 2, varios, más reciente: Aubry Payne (Georgia State)                                                | 2021           |
| Tackleadas                         | 18, Maleki Harris (South Alabama)                                                                   | 2014           |
| Capturas                           | 2, compartido con: Bryan Thomas (Bowling Green) Eric Black (Buffalo) Jamil Muhammad (Georgia State) | 2014 2020 2021 |
| Intercepciones                     | 2, BJ Edmonds (Arkansas State)                                                                      | 2017           |
| Jugadas Largas                     | Record, Nombre, Equipo                                                                              | Año            |
| Carrera de touchdown               | 45 yds., Terelle West (Middle Tennessee)                                                            | 2017           |
| Pase de touchdown                  | 78 yds., James Knapke from Roger Lewis (Bowling Green)                                              | 2014           |
| Regreso de Kickoff                 | 94 yds., Darrynton Evans (Appalachian State)                                                        | 2016           |
| Regreso de Despeje                 | 25 yds., Corey Jones (Toledo)                                                                       | 2016           |
| Regreso de Intercepción            | 55 yds., Antavious Lane (Georgia State)                                                             | 2021           |
| Regreso de Fumble                  | 54 yds., D. J. Sanders (Middle Tennessee)                                                           | 2017           |
| Despeje                            | 61 yds., compartido con: Cody Grace (Arkansas State) Robert LeFevre (Marshall)                      | 2017 2020      |
| Gol de Campo                       | 52 yds., Jose Borregales (FIU)                                                                      | 2019           |

- Fuente:[11]